# Шань хай цзін

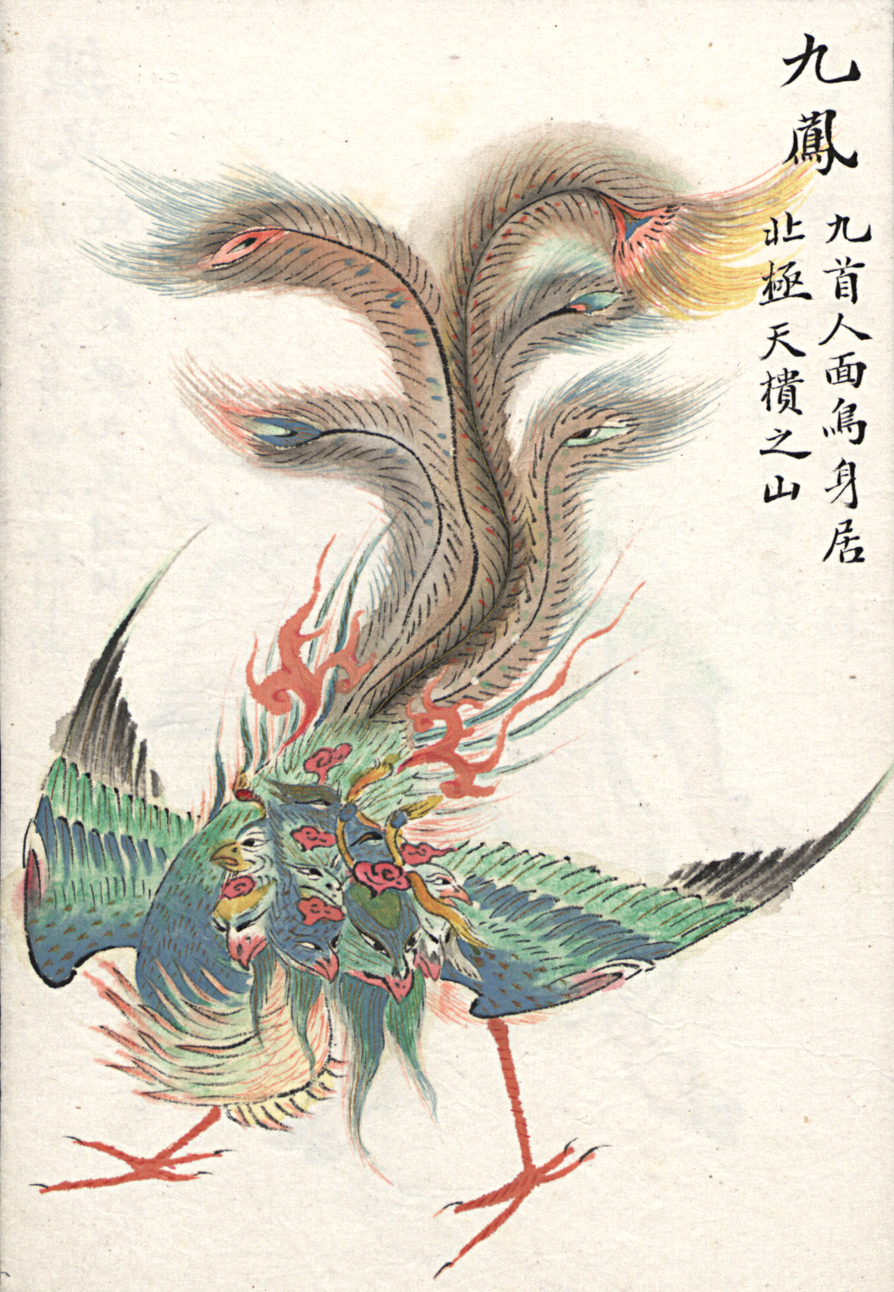
Сторінка «Шань хай цзін» видання цінського періоду

«Шань хай цзін» («Канон гір і морів»; кит.: 山海經; піньїнь: Shānhǎi Jīng) — давньокитайський твір, що відображає міфологічні уявлення про світоустрій. Згідно з легендою, «Шань хай цзін» описує відомості, добуті Юєм Великим, переможцем останнього світового потопу і засновником першої в історії китайської цивілізації династії правителів. Твір начебто був вигравіруваний на священних посудинах Бої (Yi (husbandman)) помічником Юя на ім'я І. Реальний автор, як і час написання, лишається невідомим.
Першим знаним редактором «Шань хай цзін» був історик Лю Сян (79—6 рр. до н. е.), проте сьогодні цей твір відомий в редакції поета Го Пу (276—324 рр н. е.).
«Шань хай цзін» не входить до жодної з філософських традицій, лише згадується в «Ши цзі» («Історичних нотатках», II—I століття до н. е.), «Хань шу» («Історія династії Хань», I століття) та «Хуайнань-цзи» («Філософи з Хуайнані», II століття до н. е.).

## Структура
«Канон гір і морів» складається з 18 цзюанів (сувоїв), поділених на дві частини: «Канон гір» (1-5 цзюані) і «Канон морів» (6-18 цзюані).
«Канон гір» описує географію материкового Китаю, ландшафти та тварин, рослин і духів, які його населяють. Місцевості згадуються в порядку сторін світу: південь, захід, північ, схід і центр. Як слідує із назви, головна увага приділена горам і морям, меншою мірою навколишнім річкам та рівнинам. Примітно, що в творі віддається перевага незвичайним, чудесним істотам. Багатьом згаданим там тваринам і рослинам приписуються магічні властивості. Наприклад, що вживання їх у їжу захищає від якогось лиха, або поява істоти віщує негаразди в місцевості, де її побачать. 
«Канон морів» натомість описує околиці стародавнього Китаю та народи, що їх населяють. Ця частина містить багато фрагментів міфів про героїв і священних предків, пов'язаних з тамтешніми землями. Спершу описуються заморські землі півдня, заходу, півночі та сходу. Потім слідують пустелі сходу, півдня, заходу й півночі. Остання частина вважається підписами до втрачених ілюстрацій з 10-13 цзюанів.

## Проблема датування

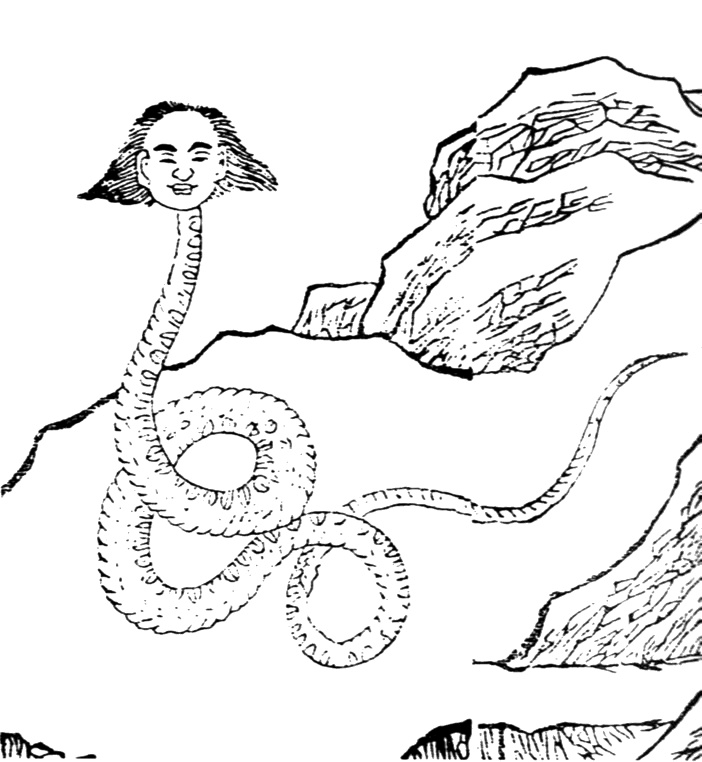
Нюйва. Ілюстрація до видання «Шань хай цзін»

Створення «Шань хай цзін» в часи Юя (2205—2197 рр. до н. е.) піддавалося сумніву ще середньовічними китайськими істориками. Так, танський історик Дань Чжу (VIII ст. н. е.) вважав, що твір було записано в пізніші часи, чому передувало існування в усній формі. Авторство Юя Великого та І заперечували Ю Юй (XII ст. н. е.), Ва Інлінь (XIII в. н. е.), Ху Інлінь (XVI ст. н. е.) та інші. Датами створення називалися період Східного Чжоу (VIII—III ст. до н. е.) та Цін (221—207 рр. до н. е.). Висловлювалися і думки, що «Шань хай цзін» — підробка періоду Хань. Бі Юань стверджував, що частина твору справжня історична пам'ятка, тоді як 6-18 цзюані належать Лю Сянові, принаймні як перекази з іншого джерела. У західній науці утвердилася думка про те, що «Шань хай цзін» складається з фрагментів різних епох. Отто Менхен-Хельфен стверджував: 1-5 цзюані найдавніші, тоді як 6-9 найновіші.
Подібності в стилістиці та описи географії дали підстави вважати, що твір створювався на основі відомостей, котрі побутували в царствах однієї історико-культурної традиції в IV—III ст. до н. е. В «Шань хай цзін» світ описується як прямокутник, оточений морем, і як земля, оточена пустелями, що вказує на поєднання космологій різних регіонів Китаю. В той же час єдність в описах божеств і генеалогій героїв дозволяє говорити, що твір виник за часів імперії не пізніше II—I ст. до н. е.